# مسجد امام (سمنان)
مسجد فتحعلیشاه یا به‌اختصار مسجد شاه که بعد از انقلاب اسلامی آنرا به مسجد امام خمینی تغییر نام دادند، در مرکز شهر سمنان واقع شده و یکی از مهمترین و زیباترین بناهای تاریخی و مهم سمنان است. این اثر با نام مسجد شاه در تاریخ ۳۰ خرداد ۱۳۵۸ با شمارهٔ ثبت ۳۹۳ به‌عنوان یکی از آثار ملی ایران به ثبت رسیده است.
این مسجد دارای چهار در بزرگ ورودی از شمال، جنوب، شرق و شمال غربی است. در شمال غربی به دالان درازی باز می‌شود که در انتهای آن تکیه پهنه‌است. درهای شمال، جنوب و شرق دارای هشتی دالان و دهلیز هستند. بالای درهای شمالی و شرقی تزئینات مقرنس کاری گچی زیبا با دو گوشواره دو طبقه در طرفین با پشت بغل‌های کاشی کاری شده وجود دارد. در هشتیهای شمالی، جنوبی و شرقی تاقهای آجری گنبددار با تاقنماهای متعدد با لچکی کاشی کاری شده مشاهده می‌شوند.
این مسجد به دستور فتحعلی شاه قاجار ساخته شده و در زمان سفر ناصرالدین شاه از تهران به مشهد که در مسیرش از سمنان می‌گذشته، افتتاح شده است. در حیاط این مسجد هرگز صیغه مسجد جاری نشده و عملا این مسجد برای نمازگزاری نمی‌باشد. علت این کار این است که این مسجد در اصل حوزه‌ای برای طلبه ها بوده است. اکنون بدون رعایت این موضوع در آنجا نماز برگزار می‌شود. همچنین ورود به حجره‌های طلبه ها ممنوع است و کسی حق ورود به آنها را ندارد. به طور کلی این بنا از حالت حوزوی خارج و به یک مسجد تبدیل شده است.

## نگارخانه

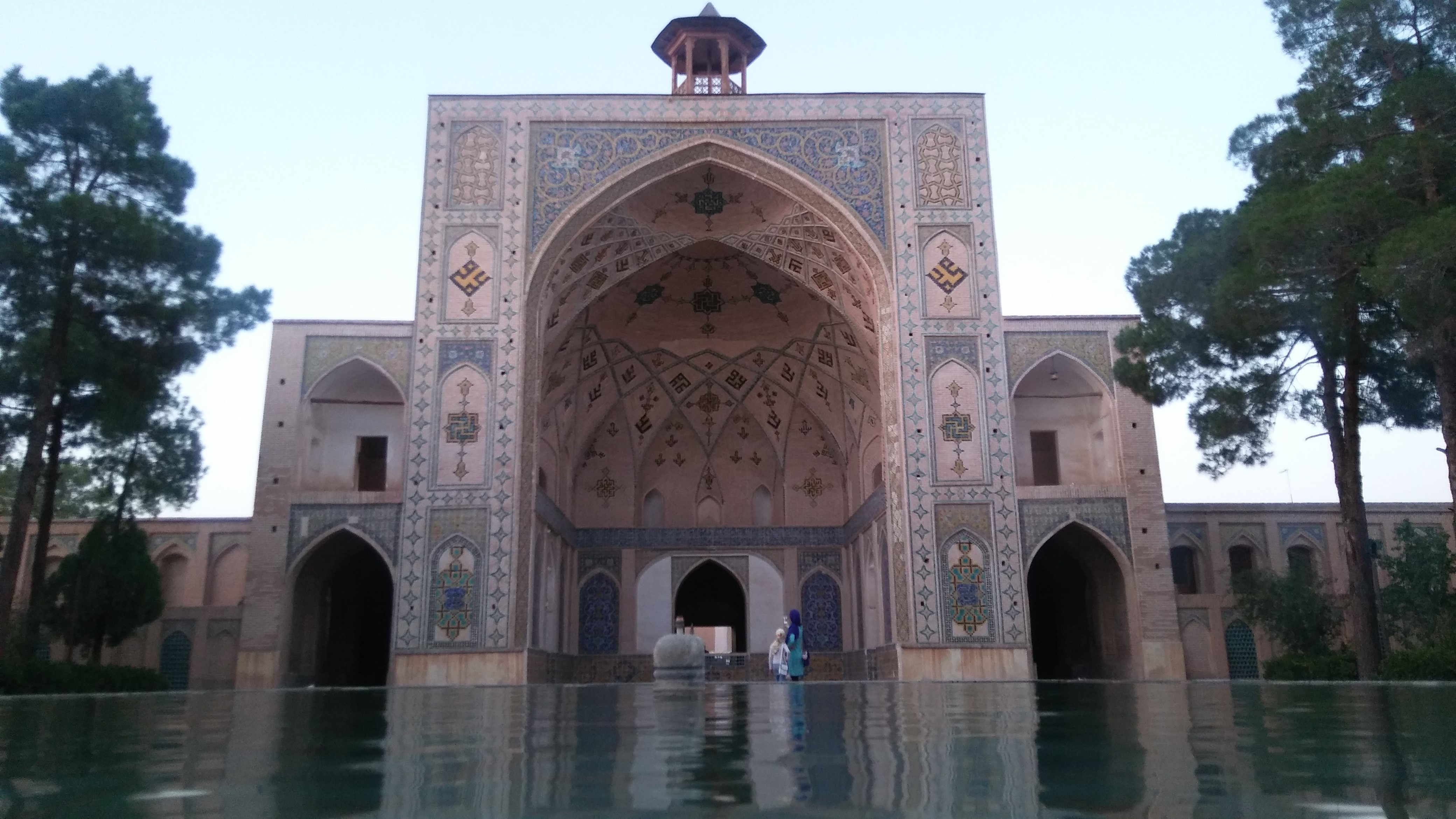
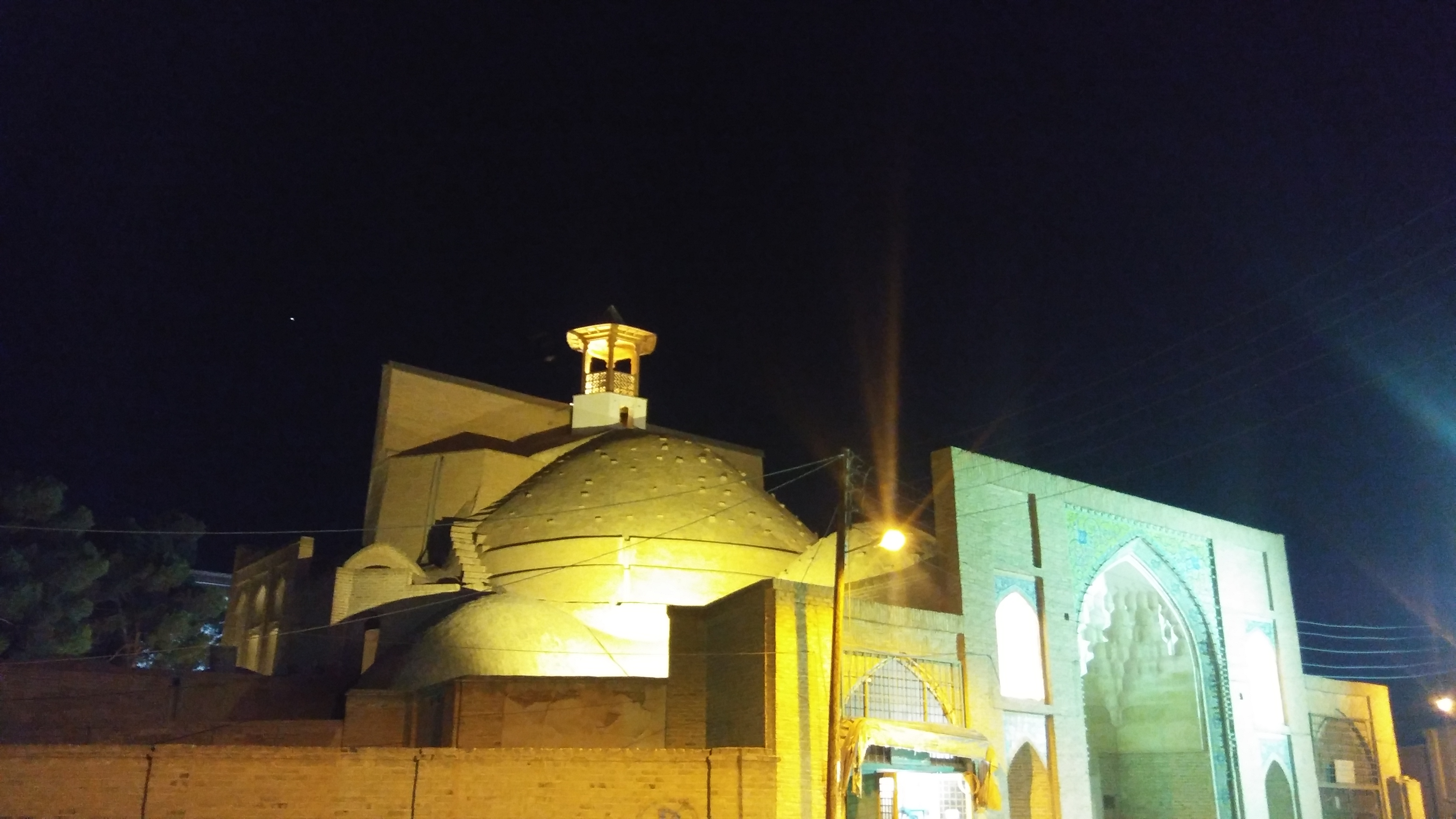
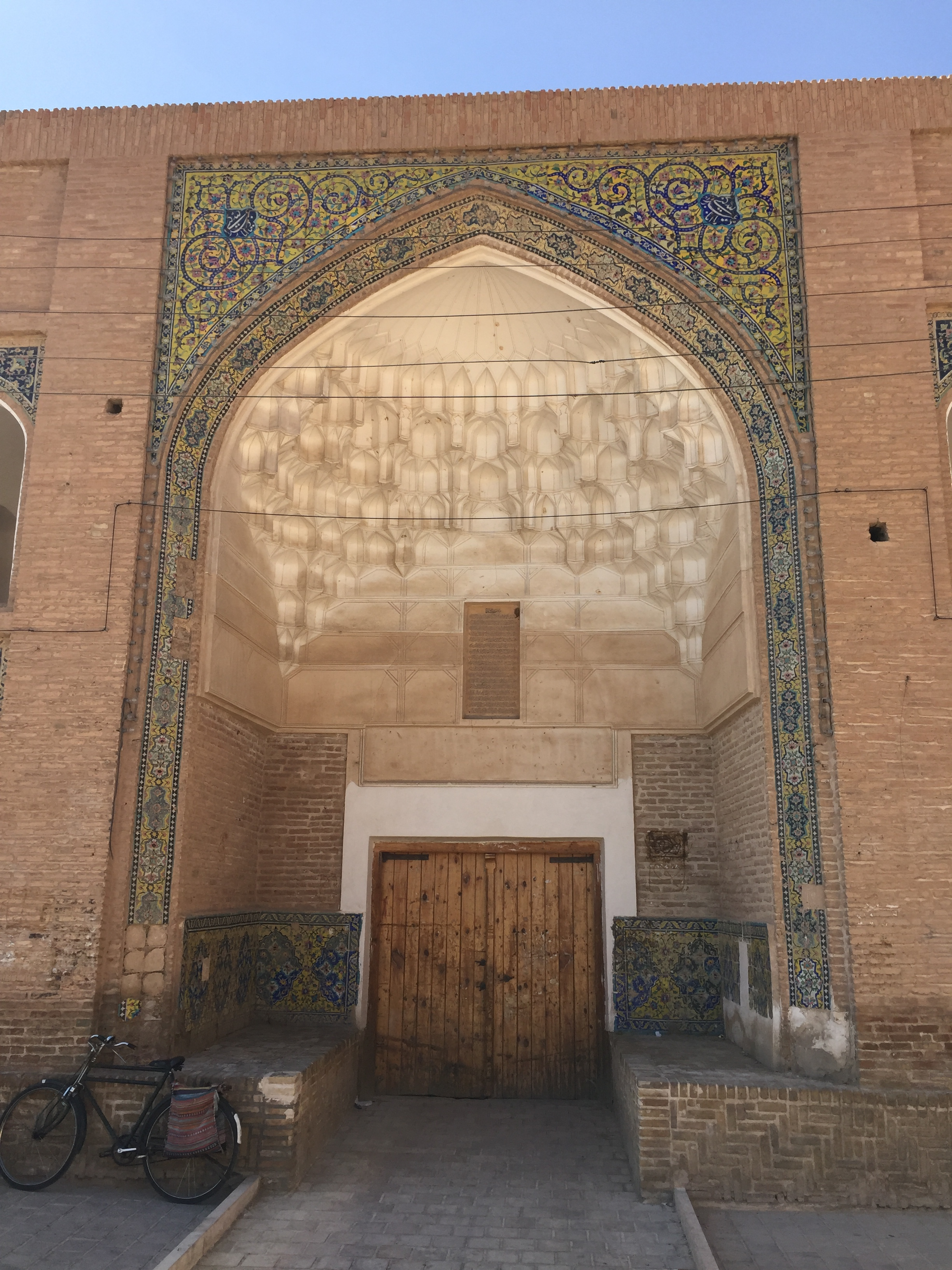
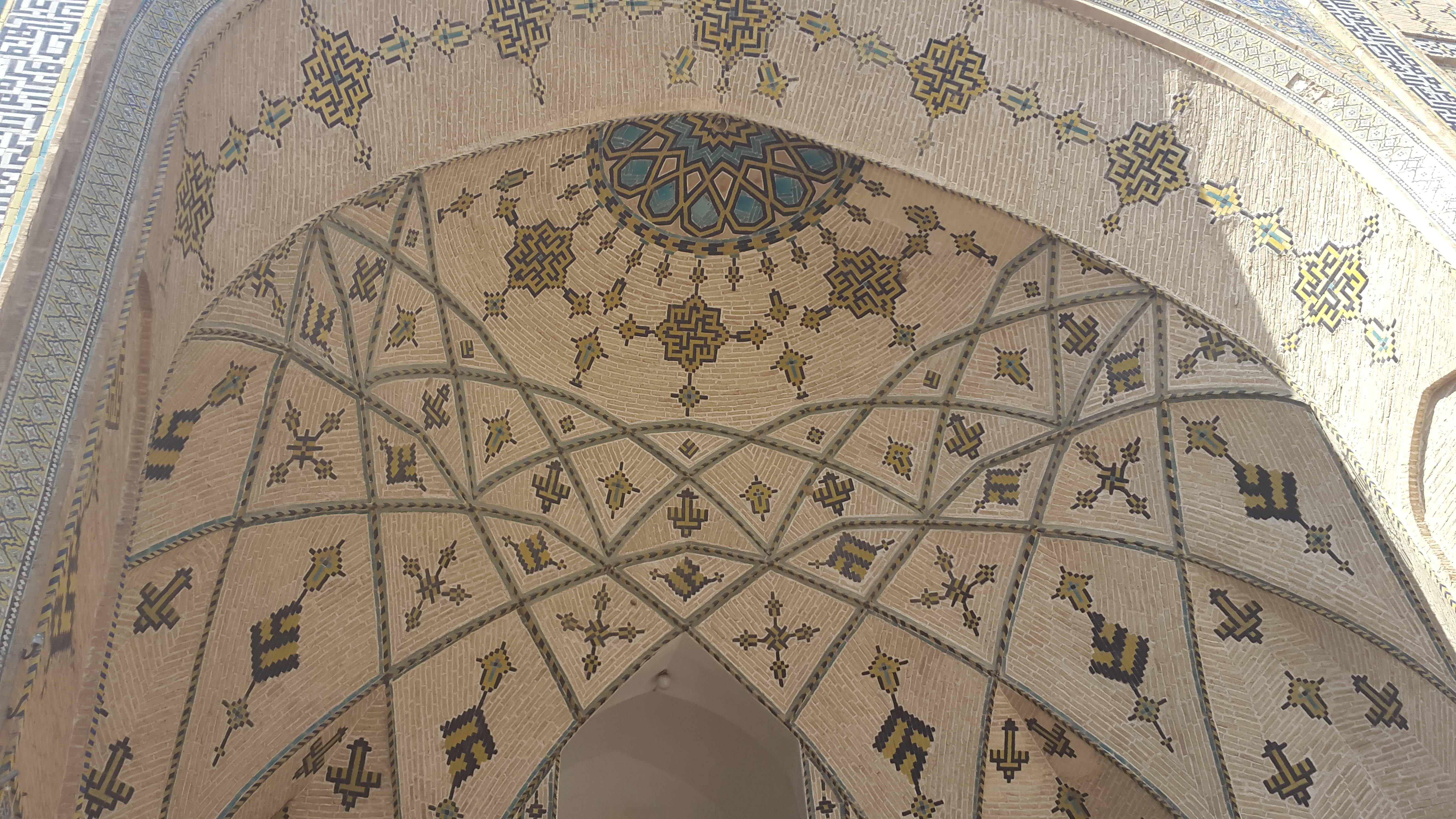
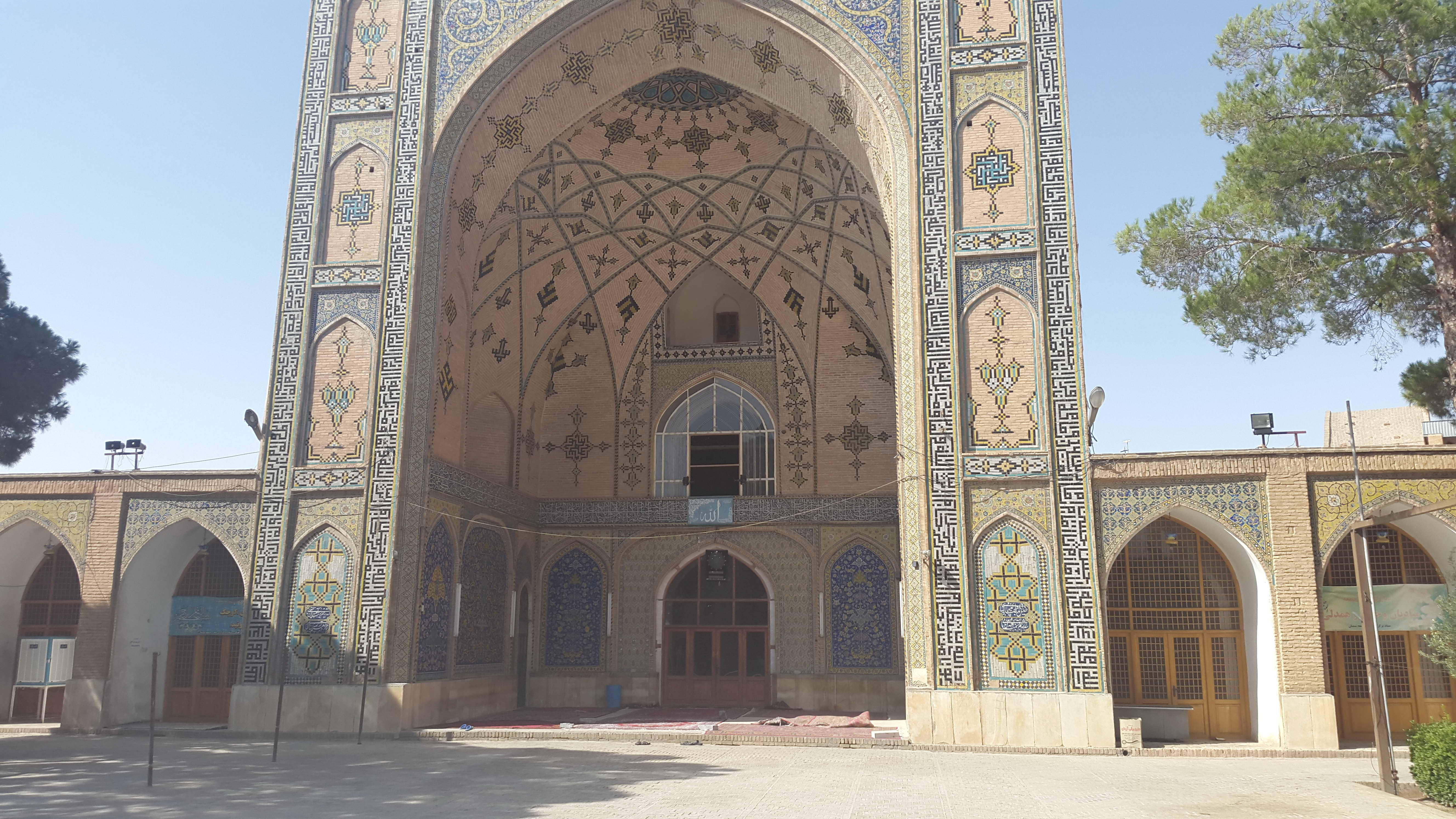
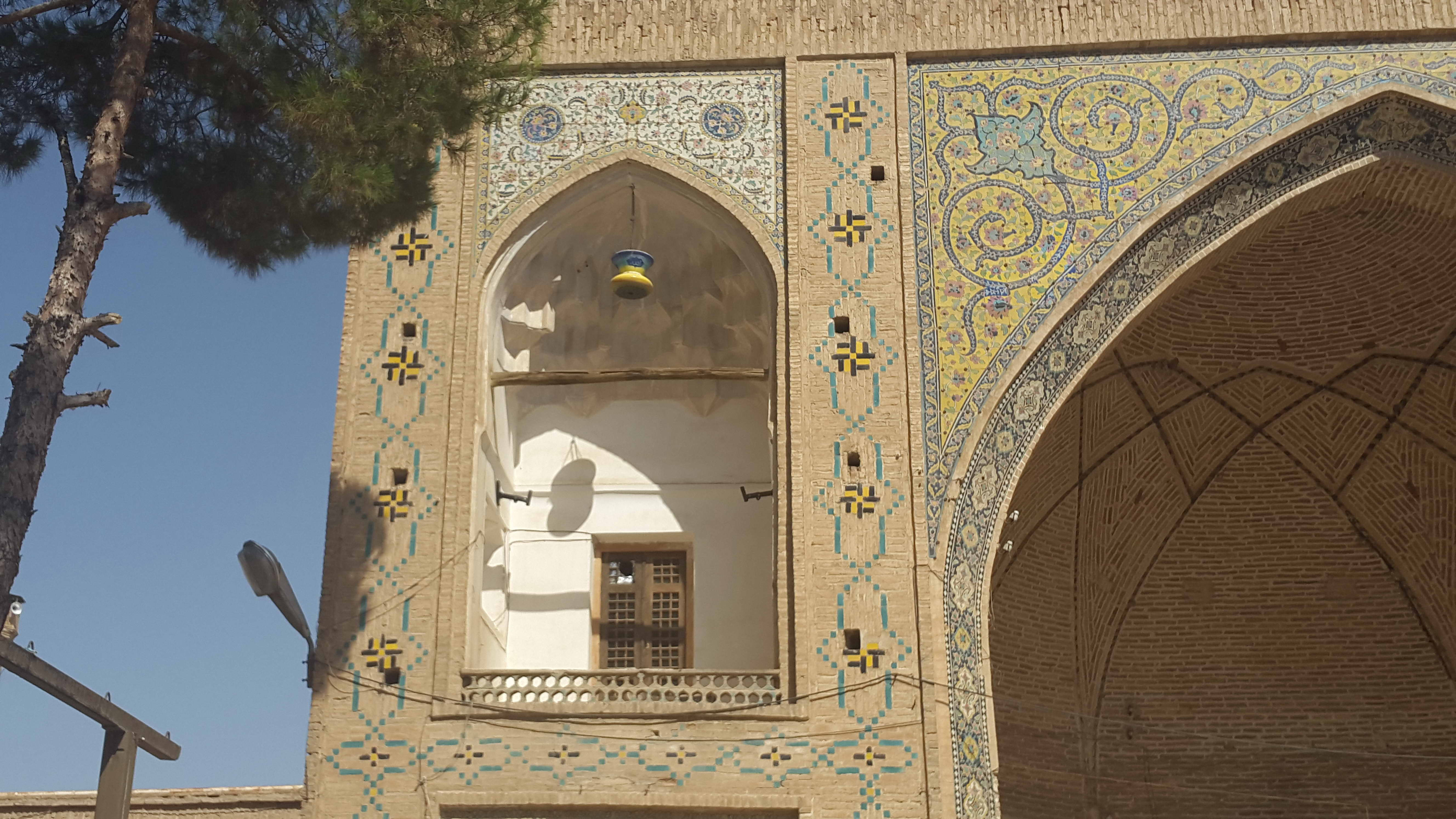